# Hans Martin Gubler
Hans Martin Gubler (* 1939; † 6. Oktober 1989 in Italien) war ein Schweizer Kunsthistoriker mit Forschungsschwerpunkt auf den Sakralbauten der Frühen Neuzeit.

## Biografie
Hans Martin Gubler studierte Kunstgeschichte an der Universität Zürich und promovierte mit einer Dissertation über den Barockbaumeister Peter Thumb. Seine Habilitationsschrift befasste sich mit dem Barockbaumeister Johann Caspar Bagnato.
Neben der Erforschung des römisch-katholischen Vorarlberger Barocks beschäftigte sich Gubler auch mit dem reformierten Kirchenbau des Kantons Zürich, insbesondere mit Querkirchen. Einen wesentlichen Teil seiner Forschungstätigkeit investierte er in die Kunstdenkmäler-Inventarisation. Er steuerte drei Bände zur Reihe Die Kunstdenkmäler der Schweiz bei. Er bemühte sich dabei insbesondere um die Berücksichtigung von neuerer Architektur und Industriedenkmälern.
Gubler war Vizepräsident der Gesellschaft für Schweizerische Kunstgeschichte und 1981–1989 Präsident der Redaktionskommission. Somit war er verantwortlich für die Herausgabe der Kunstdenkmäler-Bände sowie der Reihe Inventar der neueren Schweizer Architektur.
Hans Martin Gubler war verheiratet und hatte drei Kinder. Er war zuletzt wohnhaft in Wald ZH.

## Werke
Die Kunstdenkmäler der Schweiz
- Die Kunstdenkmäler des Kantons Zürich. Band III. Die Bezirke Pfäffikon und Uster. Basel 1978 (= Die Kunstdenkmäler der Schweiz. 66). Digitalisat
- Die Kunstdenkmäler des Kantons Zürich. Band VII. Der Bezirk Winterthur, südlicher Teil. Basel 1986 (= Die Kunstdenkmäler der Schweiz. 76). Digitalisat
- Die Kunstdenkmäler des Kantons Zürich. Band VIII. Der Bezirk Winterthur, nördlicher Teil. Basel 1986 (Die Kunstdenkmäler der Schweiz. 79). Digitalisat

Weitere Publikationen (Auswahl)
- Der Vorarlberger Barockbaumeister Peter Thumb, 1681–1766. Ein Beitrag zur Geschichte der süddeutschen Barockarchitektur. Sigmaringen 1972 (Bodensee-Bibliothek. 16).
- Die Klosterkirche von Pfäfers. Basel 1973 (Schweizerische Kunstführer).
- Klosterkirche Kappel. Basel 1975 (Schweizerische Kunstführer).
- Reformierte Kirchen von Uster, Gossau, Bäretswil. Basel 1976 (Schweizerische Kunstführer).
- Klosterkirche Rheinau. Basel 1978 (Schweizerische Kunstführer).
- Ein vergessener Schweizer Historienmaler. Caspar Bosshardt aus Pfäffikon. In: Heimatspiegel. 1980, 7, S. 49–53.
- Reformierte Kirche Wallisellen. Basel 1980, (Schweizerische Kunstführer. 269).
- Reformierte Kirche Horgen. Bern 1981 (Schweizerische Kunstführer. 303).
- «Reformierter» Kirchenbau? Skizze zur Entwicklung des nachreformatorischen zürcherischen Landkirchenbaus zwischen 1580 und 1630. In: Hans Dietrich Altendorf, Peter Jezler (Hg.): Bilderstreit. Kulturwandel in Zwinglis Reformation. Zürich 1984, S. 141–148.
- Festschrift zur Renovation der reformierten Kirche Wald 1984–1985. Wald 1985.
- Zur Bau- und Handwerksgeschichte der Kirche Stäfa. In: Christoph Mörgeli (Hg.): Reformierte Kirche Stäfa. Stäfa 1988, S. 15–38.
- Karlsruhe und die Schweizer Architektur im frühen 19. Jahrhundert. Zur grenzüberschreitenden Wirkung Friedrich Weinbrenners. In: Unsere Kunstdenkmäler. 1989, 1, S. 31–42.